# Hrolf in Bergi Svåsason
Hrolf in Bergi Svåsason (n. 590) fue un semilegendario caudillo vikingo de Hedmark, rey de Hordaland a inicios del siglo VII.
Según la leyenda, su padre era un jotun llamado Svåsi Asathorsson y su madre Alhilda, hija de un rey llamado Eysteinn que había gobernado el territorio durante mucho tiempo. Su historia aparece en Hversu Noregr byggdist, la genealogía de Fornjót, un gigante antecesor de héroes y reyes. La leyenda nórdica le atribuye como reina consorte a Gói, hija de Thorri, nieta de Snær.
Según las sagas nórdicas entre sus descendientes se encuentra el rey rugio Erling Skjalgsson. Le sucedió en el trono su hijo Solgi Hrolfsson.